# An Thuận Vương hậu
An Thuận Vương hậu (chữ Hán: 安順王后; Hangul: 안순왕후; 12 tháng 3, 1445 - 23 tháng 12, 1498), còn gọi Nhân Huệ Đại phi (仁惠大妃), là kế thất vương phi của Triều Tiên Duệ Tông.
Tuy bà sinh hạ được vương tử, nhưng do vai vế Duệ Tông thấp hơn Ý Kính Thế tử Lý Chương, nên con trai của Lý Chương là Giả Sơn quân kế vị, tức Triều Tiên Thành Tông. Trong suốt thời kì sau, bà cùng vai vế với người cô họ xa, Nhân Túy Đại phi, mẹ ruột của Thành Tông.

## Tiểu sử
Bà xuất thân từ Thanh Châu, thuộc dòng dõi Thanh Châu Hàn thị (清州韓氏) hiển hách, con gái của Thanh Xuyên Phủ viện quân Hàn Bá Luân (韓伯倫) và Tây Hà Phủ phu nhân Phong Xuyên Nhậm thị (豐川任氏), con gái tặng Lĩnh nghị chính Nhậm Nhu (任柔).
Triều Tiên Thế Tổ năm thứ 8 (1462), tuyển nhập Đông Cung, phong làm Chiêu huấn (昭訓). Bà có họ hàng với chính thất của Thế tử là Chương Thuận tần. Năm thứ 12 (1466), Hàn thị hạ sinh vương tử, tức Tề An Đại quân.
Khi Duệ Tông đăng cơ (1468), Duệ Tông thỉnh qua Thái thượng vương ý chỉ, phong Chiêu huấn Hàn thị làm Vương phi, lúc ấy Hàn thị đã mang thai (tức Huệ Thuận công chúa). Tuy nhiên, Duệ Tông chỉ tại vị được 1 năm 2 tháng thì băng hà. Con trai cả do Chương Thuận vương hậu sinh ra là Nhân Thành đại quân đã mất trước đó, nên đáng lẽ con trai bà sẽ có khả năng kế thừa vương vị. Tuy nhiên Duệ Tông lại là em trai của Ý Kính Thế tử Lý Chương, mà Lý Chương đã có hai người con trai, nên dù là Vương phi, sinh ra đích tử, nhưng con trai bà không thể đăng vị.
Triều Tiên Thành Tông kế vị, tôn Từ Thánh đại phi Doãn thị làm Đại vương đại phi, còn thẩm thẩm Vương phi Hàn thị trở thành Nhân Huệ Vương đại phi (仁惠王大妃), mẹ đẻ Túy tần Hàn thị trở thành Nhân Túy vương phi.
Năm Thành Tông thứ 6 (1475), Thành Tông tôn Nhân Túy vương phi làm Vương đại phi. Khi đó, cùng tồn tại hai vị Vương đại phi. Khi Yên Sơn Quân lên ngôi, nhà vua đồng tôn Nhân Huệ Đại phi và Nhân Túy Đại phi làm Đại vương đại phi. Huy hiệu của bà lúc bấy giờ là Nhân Huệ Minh Ý đại vương đại phi (仁惠明懿大王大妃). Trong lịch sử nhà Triều Tiên, đây là lần đầu tiên và duy nhất xảy ra.
Năm Yên Sơn Quân thứ 4 (1498), ngày 23 tháng 12 (tức 3 tháng 2 năm 1499), Nhân Huệ Đại vương đại phi qua đời tại Từ Khánh điện (慈慶殿) trong Xương Khánh cung, hưởng thọ 53 tuổi. Thụy hiệu là Nhân Huệ Minh Ý Chiêu Huy Tề Thục An Thuận vương hậu (仁惠明懿昭徽齊淑安順王后).

## Gia quyến
- Tằng tổ phụ: Tri Cổ Phụ quận sự tặng Tả Tán thành Hàn Quý Phục (韓季復)
- Tằng tổ mẫu: Khúc Thành Liêm thị (曲城廉氏), tặng Trinh Kính phu nhân
  - Tổ phụ: Thủ Giang Nguyên đạo Quan sát sử, tặng Bổ Tộ công thần, Lĩnh nghị chính, Thanh Xuyên phủ viện quân Hàn Xương (韓昌)
  - Tổ mẫu: Toàn Nghĩa Lý thị (全義李氏), tặng Trinh Kính phu nhân
    - Phụ thân: Tá lý công thần, Hữu nghị chính, Thanh Xuyên phủ viện quân Hàn Bá Luân (韓伯倫; 1427 - 1474)
    - Mẫu thân: Tây Hà Phủ phu nhân Phong Xuyên Nhậm thị (豐川任氏), con gái tặng Lĩnh nghị chính Nhậm Nhu (任柔)
- Hậu duệ:

1. Tề An Đại quân (齊安大君; 1466 - 1525), tên Huyên (琄), biểu tự Quốc Bảo (國寶), thụy Linh Hiếu (靈孝). Hôn phối Thượng Sơn Phủ phu nhân Thượng Châu Kim thị (尚州金氏) và Thuận Thiên Phác thị (順天朴氏), dì của Chương Kính vương hậu.
2. Vương tử (mất sớm)
3. Hiến Túc công chúa (顯肅公主; 1464 - 1502), lấy phong Xuyên úy Nhậm Quang Tái (任光載).
4. Huệ Thuận công chúa (惠順公主; 1468 - 1469).

## Thụy hiệu
- 仁惠明懿昭徽齊淑安順王后
- 인혜명의소휘제숙안순왕후
- Nhân Huệ Minh Ý Chiêu Huy Tề Thục An Thuận vương hậu